# 恶名昭彰2
《恶名昭彰2》是一款由Sucker Punch Productions开发，於2011年6月7日發售的开放世界动作冒险游戏，為PS3的獨佔遊戲。本作是2009年游戏《恶名昭彰》的续作。主人公柯尔的超能力这时已经得到强化，足以对抗巨兽。他和好友札克、FBI干员郭露西一起到纽马瑞继续探险，以拯救被毁灭的帝国市。“业力”系统在本作中得到了突出的强调，随着玩家善恶选择的不同，可升级的能力、市民对玩家的反应、故事线都会出现相应的变化。

## 開發
本作首次於2010年6月亮相，Game Informer當時發布了7月份雜誌封面預覽。《恶名昭彰2》在前作制作结束后立即投入开发，由Nate Fox负责。游戏配乐由James Dooley、Bryan Mantia、乐团Galactic、Jonathan Mayer制作。游戏中的城市是仿造新奥尔良设计的。柯尔的配音由埃里克·拉丁担纲。

## 評價
IGN給予本作9分，評論員Colin Moriarty表示《恶名昭彰2》當中的城市對比前作更加生動，《恶名昭彰2》曾列入IGN评选的最佳25款PS3游戏之一，排名第14。另外也獲得第15屆D.I.C.E.大奖傑出原創音樂作曲獎與2011年斯派克電子遊戲大獎最佳PS3遊戲的提名。